# رباعي هيدروجسترينون
رباعي هيدروجسترينون (بالإنجليزية: Tetrahydrogestrinone)‏ يرمز له اختصاراً THG هو ستيرويد ابتنائي. له ألفة مع مستقبلة الأندروجين ومستقبلة البروجسترون، ولكن ليس مستقبلة الإستروجين.

## الآثار الجانبية
يؤدي الاستعمال الطويل لهذا الهرمون إلى العقم عند الرجال والنساء، بالإضافة إلى تأثيرات كافة عائلة الستيرويدات كظهور حب الشباب.